# Isaloides yollotl
Isaloides yollotl is een spinnensoort in de taxonomische indeling van de krabspinnen (Thomisidae).
Het dier behoort tot het geslacht Isaloides. De wetenschappelijke naam van de soort werd voor het eerst geldig gepubliceerd in 1992 door Mauricio Jiménez.